# Presó de Yeserías
L'antigua presó de Yeserías, en l'actualitat Centre d'Inserció Social Victoria Kent està situada al districte d'Arganzuela de Madrid. La nova denominació del centre honra a la jurista espanyola Victoria Kent. L'edifici va ser construït a la fi de la dècada de 1920 com a asil de captaires. Es va convertir en centre de reclusió a la postguerra, quan l'administració de la dictadura franquista el va habilitar com a centre de reclusió de presos polítics conegut com a presó de Yeserías. Va estar en servei com a presó de dones fins a 1991, quan va ser remodelada en un centre d'inserció social per a presos en règim obert. Té una ocupació mitjana de 280 presos.

## Història
No existeix documentació precisa sobre quan es va construir, però existeixen algunes referències a l'ajuntament de Madrid esmentant 1928 com l'inici. Substituïa l'Asil de San Luis y Santa Cristina. Per la ubicació al Passeig de Yeserías rebia la denominació d'Asil de Yeserías.
El nou asil es va construir a la cantonada entre el carrer de Riego (actualment carrer de la Batalla de Belchite en aquest tram) i la prolongació de la de carrer de Juan de Vera. No va tenir ús penitenciari durant la Guerra Civil, però en acabar la guerra va ser reconvertit en presó masculina, fonamentalment presos polítics, amb el nom «presó de Yeserias». El 1941 se li va donar el caràcter de presó central (aquelles destinades exclusivament al compliment de penes de presó). El 1943 s'hi va afegir un hospital penitenciari, denominat Eduardo Aunós. Després del tancament i demolició de la presó de dones de Ventas, Yeserías fou habilitada com a presó femenina. Des de 1974 es va convertir en un Centre Penitenciari de Detenció Assistencial de Dones i, com la resta de centres penitenciaris de Madrid va travessar una etapa de gran amuntegament durant la Transició i la dècada de 1980, per la qual cosa ja el 1987 es va considerar substituir-la per la presó prevista a Soto de Real. Finalment, la presó va romandre en servei fins al 17 de març de 1991, quan les cinc-centes preses que encara albergava van ser traslladades a les presons de Carabanchel i Alcalá Meco. Després del tancament com a presó va passar a ser centre d'inserció social, és a dir una presó de règim obert, tant masculina com femenina. L'edifici va ser adaptat a les noves funcions.

## Descripció
Es tracta d'un edifici que pot assimilar-se estètica i tipològicament a l'arquitectura neomudèjar, que havia caracteritzat les construccions de caràcter sanitari i assistencial al principi del segle xx. No obstant això, és un exemplar tardà d'aquest estil, com que aleshores els arquitectes de l'ajuntament de Madrid ja s'havien decantat pel racionalisme. Ocupa una finca de forma rectangular delimitada als costats nord i oest respectivament pels carrers Juan de Vera i Batalla de Belchite. El costat sud és paral·lel al costat nord però encara que havia d'haver estat delimitat per la prolongació del carrer Alejandro Ferrant, aquesta no va arribar a obrir-se en aquest tram i el costat sud de l'antiga presó limita amb una altra finca de la mateixa illa (que va ocupar una nau industrial avui derrocada). El costat est en lloc de ser recte acaba en punta i, juntament amb un carrer intern que separa el conjunt principal, té forma triangular. L'escaire sud-est té un front amb l'inici del carrer del Plomo.
D'acord amb Margarida de Luxán, catedràtica de l'Escola d'Arquitectura de Madrid, que va abordar un projecte de rehabilitació de l'edifici el 1981 que no va arribar a executar-se, el conjunt de la presó de Yeserías estava compost per «pavellons ordenats ortogonalment a l'eix major de la parcel·la, realitzats amb façana de maó, de gran riquesa retòrica, estructura metàl·lica cargolada i cintra metàl·lica en formació de coberta, amb acabat de teula romana».
El conjunt consta de diversos pavellons: un pavelló d'accés paral·lel al carrer Batalla de Belchite amb façanes de maó de doble altura (l'edifici de Direcció i administració de l'antic asil); sis pavellons en forma d'H amb llargs braços paral·lels entre si, disposats en parelles i paral·lels també al carrer Batalla de Belchite (en els quals es trobaven els espais residencials i assistencials de l'antic asil, «de doble altura, amb cobertes inclinades de teula romana. Deixen entre les ales de la H uns espais lliures, amb caràcter urbà, de carrer públic, […] determinant un clar eix direccional. En segona planta, els tres pavellons connecten a través de l'eix longitudinal, en pont, sobre els carrers…»; i un últim pavelló, amb un sol braç, més curt que els anteriors, i paral·lel també als anteriors. Els patis formats pels braços de la H central estan coberts. Tots els patis formats pels braços van ser tapiats per a l'ús de l'edifici com a presó.